# Croix de Nuz
 (juin 2025).
Le contenu est difficilement compréhensible vu les erreurs de traduction, qui sont peut-être dues à l'utilisation d'un logiciel de traduction automatique.

Insigne du Héraut Gallois représentant la Croix de Nuz.

La Croix de Nuz (en gallois : Y Groes Naid ou Y Groes Nawdd) est une ancienne relique sacrée dont on crut qu'il s'agissait d'un fragment de la Vraie Croix de Jésus-Christ ayant été conservée au sein de l'Abbaye d'Aberconwy par les rois ainsi que la princesse de Gwynedd, membres de la dynastie d'Aberffraw ayant établi la Principauté de Galles. Ils pensèrent que la Croix de Nuz leur offrirait la protection divine, ainsi qu'à leurs sujets. Nous ne savons point la date à laquelle la Croix de Nuz arriva à Gwynedd, ni le moyen par lequel ils l'ont hérité, or, il est possible qu'elle fut rapportée de Rome par le Roi Hywel le Bon suivant son pèlerinage vers l'an 928. Selon la légende, elle fut léguée de prince en prince jusqu'au temps de Llywelyn le Dernier et de son frère Dafydd ap Gruffudd. Une représentation de la Croix est devenue le symbole d'un étendard. 
Suivant la défaite de Gwynedd ainsi que la soumission de la Principauté, suivant le décès de Llywelyn et l'exécution de Dafydd en 1283, cette sainte relique était prête à se faire exproprier par les Anglais en même temps que les autres objets spirituels et temporels de la Principauté. Les parchemins de 1283 témoignent d'un prêtre, Huw ab Ithel, présenta sa "part du plus saint bois de la Vraie Croix" à Édouard Ier, à Aberconwy. Elle accompagna ensuite le roi tandis qu'il finissait sa campagne dans le Pays de Galles septentrional avant d'être apportée à Londres et de défiler dans les rues en mai 1285 à la tête d'une procession incluant le roi, la reine, leurs enfants, les magnats du royaume, ainsi que quatorze évêques.
En 1352, la Croix a été donné au Doyen de la Chapelle Saint-Georges de Windsor par le Roi Édouard III, lorsque, ayant fondé l'Ordre de la Jarretière, Édouard établit la chapelle Saint-Georges en tant que centre majeur royal de dévotion. Elle le demeura jusqu'en 1552, lorsqu'elle a été confisquée, avec toutes les autres reliques et les trésors de la Chapelle, sous les ordres du Roi Édouard VI et déplacés à la Tour de Londres afin d'attendre "les instructions supplémentaires du roi".
Nous ne savons pas ce que la Croix de Nuz est devenue. On supposa qu'elle fut détruite, ainsi que d'autres reliques, par Olivier Cromwell ainsi que l'ensemble puritain pendant la révolution de 1649.